# One Minute
«One Minute» (en español: «Un Minuto») es la segunda canción, y a su vez el segundo sencillo para Australia del álbum My December de la cantante estadounidense Kelly Clarkson. Fue puesto en libertad el 22 de septiembre de 2007.
La canción empezó a conseguir airplay en varias estaciones de radio en Australia.

## Información
"One Minute" fue escrita para el álbum Breakaway, por razones desconocidas no fue seleccionada para su segundo disco de estudio. Fue escrita por Clarkson, Kara DioGuardi, Chantal Kreviazuk y Michael Raine.
El sencillo salió a la venta el 22 de septiembre en Australia.
"One Minute" entró a los ARIA Chart en la posición #41, la segunda semana subió 5 posiciones a #36. El álbum "My December" también subió 17 posiciones (46-29), igual que el sencillo pasado "Never Again" que subió 20 posiciones (50-30).
- Datos: Q2446892